# Hronična mijeloidna leukemija
Hronična mijeloidna leukemija (HML) je retka mijeloproliferativa bolest koja je posledica produkcije abnormalnih (kanceroznih) ćelija mijeloidne loze. Bolest ima hroničan tok u odnosu na akutne leukemije, što znači da ima sporiju progresiju, i većinom se javlja kod starijih ljudi, mada se može javiti kod osoba svih uzrasta. U većoj meri zahvata muškarce.

### Uzrok nastanka
Kao i kod mnogih drugih bolesti, nije u potpunosti poznato zašto dolazi do nastanka HML, međutim, fiziolozi su identifikovali mehanizam njenog pojavljivanja. HML nastaje kao posledica hromozomske abnormalnosti, budući da se kod oko 90% obolelih javlja takozvani Filadelfija hromozom (po gradu u kojem je 1960. godine identifikovan). Filadelfija hromozom predstavlja recipročnu hromozomsku translokaciju, odnosno razmenu genskih segmenata između dva hromozoma, usled čega se formiraju dva nova derivata hromozoma. Kod HML dolazi do lomova, tj. odvajanja segmenata na dugim (q) kracima hromozomima 9 i 22. Zatim dolazi do zamene mesta između segmenata: segment odvojen sa hromozoma 9 prelazi na hromozom 22, a segment 22. hromozoma spaja se sa 9. hromozomom. Na taj način nastaju neprirodno dugačak hromozom 9 i neprirodno kratak hromozom 22. Tako izmenjen hromozom 22 naziva se Filadelfija hromozom.
Odvojeni segment hromozoma 9, na kojem se nalazi gen ABL1, spaja se sa hromozomom 22 na mestu gde je lociran BCR gen, te fuzijom ova dva gena nastaje novi gen, nazvan BCR-ABL. Gen kodira protein nazvan BCR-ABL protein koji je konstantno aktivan. Ovaj protein deluje na druge proteine koji kontrolišu ćelijski ciklus i tako ubrzava deobu ćelija. On dovodi i do inhibicije popravljanja DNK materijala, što čini ćeliju podložnijom daljim mutacijama i abnormalnostima. Ovaj gen uzrokuje i prekomernu aktivnost tirozinske kinaze, koja je, u normalnim okolnostima, deo prirodne ćelijske komunikacije, ali u ovom slučaju dovodi do patološke, prekomerne i neregulisane proliferacije mijelocitnih ćelija.
Koštana srž i različita limfoidna tkiva proizvode krvne ćelije: crvena krvna zrnca (eritrocite), bela krvna zrnca (leukocite) i krvne pločice (trombocite). Osnovna uloga leukocita je da se brzo transportuju u deo organizma gde je došlo do infekcije i upale, obezbeđujući snažan i brz odgovor protiv infektivnog agensa. Postoje dve loze leukocita: limfociti i mijelociti. Leukociti limfocitne loze nastaju od jedne ćelije koja se zove limfoblast, dok leukociti mijelocitne loze nastaju od ćelije koja se zove mijeloblast. Od mijeloblasta nastaju monociti, megakariociti i polimorfonuklearne ćelije: neutrofili, eozinofili i bazofili, koje se zbog svog granuliranog oblika nazivaju i granulociti. Da bi u potpunosti sazrela, ćelija prolazi kroz nekoliko faza, a prekomerna aktivnost tirozinske kinaze uzrokuje preteranu produkciju ćelija i njihovo nepotpuno sazrevanje, što dovodi do nakupljanja velikog broja nefunkcionalnih ćelija u krvi. HML zahvata granulocitne leukocite, pa se često naziva i hronična granulocitna leukemija, a bolest koja remeti stvaranje monocita zove se, u zavisnosti od toka, akutna ili hronična monocitna leukemija. Veruje se da ova hromozomska abnormalnost nije nasledna, tj. da nastaje posle rođenja, kao posledica delovanja spoljašnjih faktora, pre svega jonizujućeg zračenja, za koje je dokazano da izaziva leukemiju i druge maligne neoplazije.

### Simptomi bolesti
Kao i druge maligne bolesti, HML bolje reaguje na terapiju kada se sa njom započne u ranim fazama bolesti. Međutim, s obzirom na to da bolest ima hroničan tok, ona u ranoj fazi ne daje nikakve ili daje opšte, vrlo neodređene simptome koji često ne izazivaju sumnju na ozbiljnu bolest. Simptomi koji se mogu javiti su:
- uvećana slezina i bolovi u levoj gornjoj strani stomaka,
- lako krvarenje,
- osećaj umora,
- povišena temperatura,
- infekcije,
- gubitak na težini,
- gubitak apetita,
- bleda koža,
- pojačano znojenje tokom noći.

### Dijagnoza
Prisustvo Filadelfija hromozoma određuje se fluorescentnom in situ hibridizacijom (FISH) ili lančanom reakcijom polimeraze (PCR), ali prisustvo ovog hromozoma nije jedinstveno za HML, jer se on, u ređim slučajevima, javlja i kod drugih oblika leukemija. Takođe, Filadelfija hromozom nije prisutan kod svih obolelih od HML, već se javlja kod oko 90% pacijenata. Pojedina istraživanja ukazuju na to da i kod njih postoji translokacija 9;22, ali da se ne može detektovati zbog različitih razloga. Uzorak za kariotipizaciju se dobija biopsijom kosne srži. Takođe, kompletna krvna slika je obično indikator postojanja bolesti. Tada se obično nalazi povišen broj granulocita.

### Terapija
Hronična mijeloidna leukemija ima tri faze: prva je hronična faza, koja može trajati godinama i često ne daje indikativne simptome. Bez terapije, ona prelazi u fazu akceleracije, koja označava napredak bolesti i prelazak u blastnu krizu, u kojoj se bolest ponaša kao akutna leukemija, brzo napreduje i dovodi do smrtnog ishoda.
Do pre nekoliko godina, HML se smatrala neizlečivom bolešću, terapija je mahom bila palijativna, a jedina procedura koja je mogla dovesti do izlečenja bila je transplantacija matične ćelije hematopoeze (transplantacija kosne srži). Međutim, ovo je kompleksna medicinska procedura koja zahteva adekvatno opremljene ustanove i visokospecijalizovano osoblje. Ona podrazumeva prethodno podvrgavanje pacijenta velikim dozama cititoksičnih lekova ili jonizujućem zračenju, kako bi se uništila bolesna koštana srž koja produkuje abnormalne ćelije. Procedura je sama po sebi vrlo rizična, najpre zbog toga što ostavlja pacijenta bez kosne srži, prirodnog generatora imunskog sistema, pa je on podložan mnogim, čak i najbanalnijim infektivnim agensima, koji su najčešće fatalni po njega. Zatim se pacijentu presađuje zdrava koštana srž uzeta od kompatibilnog davaoca, kakav se prilično teško nalazi. U praksi, ne dolazi ni do kakvog presađivanja i drastičnog operativnog zahvata, već sakupljenu kosnu srž pacijent prima intravenski. Kada pacijent primi zdravu kosnu srž, često dolazi do intenzivne imunološke reakcije, kada presađena koštana srž prepozna svog novog domaćina kao stranca i aktivira jak i potencijalno smrtonosan imunološki odgovor. Ovo stanje se naziva bolest kalema protiv domaćina (engl. graft-versus-host disease). Zbog toga se pacijenti posle presađivanja tretiraju jakim imunosupresivnim lekovima, koji, sa druge strane, uzimaju svoj danak.
U SAD je 2001. godine odobreno korišćenje novog leka, imatinib mezilata, koji je dobio naziv glivek. Ovaj lek inhibira delovanje BCR-ABL tirozinske kinaze i sprečava dalje deljenje abnormalnih ćelija. Glivek spada u tzv. ciljne lekove, što znači da je njegov efekat na organizam daleko povoljniji u odnosu na klasičnu hemoterapiju, pa ne izaziva toliko dramatične simptome (lek nije citostatik, ne ubija maligne pa tako ni zdrave ćelije, već deluje onemogućavajući mehanizme koji dovode do bolesti). Dokazao se više nego uspešnim u lečenju HML, kao i nekoliko drugih malignih oboljenja, pa je svojevremeno bio prozvan čudesnim lekom. Konstantnu prepreku njegove primene predstavlja vrlo visoka cena, kao pojava propagacije BCR-ABL mutanata otpornih na imatinib, usled veštački (glivekom) izazvanog selektivnog pritiska. Farmaceutska industrija radi na razvoju i uvođenju komplementarnih lekova koji efikasno inhibiraju najzastupljenije mutante. Glivek je registrovan i upotrebljava se i u Srbiji.

## Literatura
1. 1 2  Faderl S, Talpaz M, Estrov Z, Kantarjian HM (1999). „Chronic myelogenous leukemia: biology and therapy”. Annals of Internal Medicine. 131 (3): 207—219. PMID 10428738.
2. ↑  Moloney WC (1987). „Radiogenic leukemia revisited”. Blood. 70 (4): 905—908. PMID 3477299.
3. ↑  Tefferi A (2006). „Classification, diagnosis and management of myeloproliferative disorders in the JAK2V617F era”. Hematology Am Soc Hematol Educ Program. 2006: 240—245. PMID 17124067. doi:10.1182/asheducation-2006.1.240.
4. ↑  Jabbour E, Cortes JE, Giles FJ, O'Brien S, Kantarjian HM (2007). „Current and emerging treatment options in chronic myeloid leukemia”. Cancer. 109 (11): 2171—2181. PMID 17431887. doi:10.1002/cncr.22661.
5. ↑  Kimura S, Ashihara E, Maekawa T (2006). „New tyrosine kinase inhibitors in the treatment of chronic myeloid leukemia”. Current Pharmaceutical Biotechnology. 7 (5): 371—379. PMID 17076652. doi:10.2174/138920106778521532.

|  | Molimo Vas, obratite pažnju na važno upozorenje u vezi sa temama iz oblasti medicine (zdravlja). |